# David Gurlé
 (juillet 2020).
David Gurlé, né à Istanbul en 1966, est un entrepreneur et ingénieur français, reconnu comme l'un des pionniers des communications IP. 
Il est le fondateur et dirigeant de la société Symphony Communication Services, considérée comme une licorne depuis sa valorisation à plus d'un milliard de dollars en 2017.

## Biographie
David Gurlé, est le fils d'un diplomate français et d'une journaliste de la BBC ayant également œuvré dans le contre-espionnage britannique pendant la Seconde Guerre mondiale. Il a passé la plus grande partie de son enfance entre la Turquie, la Syrie et le Liban.
Sa famille décide de s'installer à Cannes alors qu'il a 13 ans. Après avoir un temps envisagé de devenir pilote, il s'oriente finalement vers des études d'ingénieur à l'ESIGETEL,. Très attaché à la Côte d'Azur, il a décidé d'installer le centre de R&D de sa société au sein de la technopole de Sophia Antipolis.

### Carrière
David Gurlé intègre tout d'abord la branche recherche et développement de France Télécom, avant de rejoindre l’Institut européen des normes de télécommunications, puis VocalTec, entreprise spécialisée dans la voix sur IP installée à Tel-Aviv, en Israël.
C'est en 1999, que David Gurlé rejoint l'entreprise Microsoft, où il devient l'« un des plus proches conseillers de Bill Gates ». Il est chargé de mettre en place l'unité commerciale de communications en temps réel de Microsoft, qu'il dirige ensuite pendant trois ans.
Par la suite, il supervise le développement des produits de collaboration de l'entreprise, notamment NetMeeting, Windows Messenger, Exchange IM, Exchange Conferencing Server, Live Communications Server et Office Communications Server. David Gurlé a par ailleurs participé à la rédaction de plusieurs codes de l'Internet Engineering Task Force pour les services de messagerie instantanée.
En 2003, en tant que responsable mondial des services collaboration au sein de l'agence Reuters, il a entrepris la transformation de Reuters Messaging en un service de communications unifié, avec pour objectif d'optimiser les flux d'informations financières.
David Gurlé a ensuite exercé les fonctions de directeur-général et vice-président de l'unité commerciale de Skype.
Fin 2012, il  décide de lancer sa propre start-up, Perzo, à Palo Alto, en Californie. Celle-ci propose un service sécurisé de messagerie tout-en-un reposant sur un chiffrage des données de bout en bout, à l'aide d'un système de chiffrement à trois couches. Grâce au modèle de sécurité de Perzo, reposant sur des clés de chiffrement contrôlées par le client et à destination des entreprises souhaitant maintenir le contrôle et la confidentialité de leurs communications, David Gurlé se forge rapidement une solide réputation notamment dans le domaine de la conformité aux règles sur la confidentialité.
En 2014, Perzo est finalement rachetée par un consortium de banques et prend alors le nom de Symphony. Tout en conservant 10 % du capital de la société, David Gurlé en devient le PDG.
En 2017, Symphony est valorisée pour la première fois à hauteur d'un milliard de dollars et rejoint donc le club très fermé des licornes.

### Classements
En 2016, David Gurlé figurait au 97e rang du « classement annuel de Vanity Fair des hotshots de la Silicon Valley, des magnats d'Hollywood, des titans de Wall Street et des icônes culturelles ».
En 2020, il figurait à la 275e place des 500 plus grandes fortunes françaises selon le magazine Challenges, avec une fortune estimée à 300 millions d'euros.

## Distinctions
- Chevalier de la Légion d'honneur le 1er janvier 2020[17].